# Cerezo de Abajo (kommunhuvudort)
Cerezo de Abajo är en kommunhuvudort i Spanien.   Den ligger i provinsen Provincia de Segovia och regionen Kastilien och Leon, i den centrala delen av landet, 90 km norr om huvudstaden Madrid. Cerezo de Abajo ligger 1 036 meter över havet och antalet invånare är 200.
Terrängen runt Cerezo de Abajo är varierad.Runt Cerezo de Abajo är det mycket glesbefolkat, med 5 invånare per kvadratkilometer. Närmaste större samhälle är Riaza, 11,6 km nordost om Cerezo de Abajo. Trakten runt Cerezo de Abajo består till största delen av jordbruksmark.